# Johann Larass
Johann Larass (ur. 1820 r. w Neschwitz, zm. 1893 r. w Bydgoszczy) – projektant ogrodów i parków.

## Życiorys
Urodził się 5 sierpnia 1820 r. w Neschwitz w powiecie Budziszyn w Saksonii w rodzinie właścicieli i dzierżawców ziemskich. Prawdopodobnie pierwsze kształcenie specjalistyczne rozpoczął w szkole ogrodniczej w Budziszynie. Podejmował także studia uniwersyteckie. Wykształcenie zawodowe, umiejętności i uprawnienia do projektowania ogrodów i parków zdobył w kierowanej przez Petera Josepha Lenné szkole ogrodniczej w Poczdamie (niem. Königlichen Gartner - Lehranstalt zu Schöneberg und Podsdam). 
W początkach lat 50. XIX w. przebywał na terenie Prus Wschodnich i Zachodnich. Tu opracował projekty kilkuset parków i ogrodów. W Archiwum Państwowym w Bydgoszczy zachowało się 211, a w Olsztynie 197 tych planów. Pierwsze jego zachowane projekty parków na terenie Pomorza pochodzą z 1852 r.
Od około 1864 r. mieszkał w Bydgoszczy przy ul Grodztwo 43, w sąsiedztwie siedziby Towarzystwa Upiększania Miasta Bydgoszczy. Prawdopodobnie jego przybycie do miasta miało związek z zaproszeniem go przez Towarzystwo. 
Larass projektował i nadzorował zakładanie ogrodów, jak również kierował pracami dotyczącymi ich utrzymania. Za swoje projekty ogrodów i zawarte w nich plany dekoracji architektonicznych przyznano mu pierwsze nagrody na konkursach: w Szczecinie (1865) i na wystawie w Paryżu (1867). Jego projekty reprezentowały styl swobodnych ogrodów krajobrazowych, pozostających w nurcie naturalistycznym, typowym dla II połowy XIX w. Formą nawiązywały do niemieckich ogrodów związanych z berlińsko-poczdamskim środowiskiem projektantów ogrodów skupionym wokół Petera Josepha Lenne, współzałożyciela i dyrektora najstarszej szkoły ogrodniczej w Niemczech. 
Zmarł 15 sierpnia 1893 r. w Bydgoszczy.

## Rodzina
Johann Larass był żonaty z Agustine z domu Ochelrit. Z małżeństwa tego urodziło się siedmioro dzieci. 
Jego działalność kontynuowało dwóch synów zamieszkałych w Bydgoszczy: Georg (1855-1885) i Ernst (1866-1942).